# Frigyes Kubinyi
Frigyes Kubinyi (ur. 23 marca 1909 w Budapeszcie, zm. 17 sierpnia 1948 tamże) – węgierski bokser.
W 1934 został wicemistrzem Europy w wadze muszej.
W 1936 wystartował na igrzyskach olimpijskich w wadze koguciej i zajął 9. miejsce. W pierwszej rundzie rozgrywek miał wolny los, natomiast w drugiej został pokonany przez Włocha Ulderico Sergo, późniejszego triumfatora zawodów.
W 1941 rozegrał jedną zawodową walkę w wadze piórkowej. Jego rywalem był Włoch Gustavo Ansini, który wygrał przez techniczny nokaut w czwartej rundzie pojedynku.